# Nebel (Amrum)
Nebel (nordfriesisch Neebel, dänisch Nebel, tlw. auch Nybøl) ist eine Gemeinde auf der Insel Amrum im Kreis Nordfriesland in Schleswig-Holstein.

## Geographie

### Geographische Lage
Das Gemeindegebiet von Nebel erstreckt sich in der Mitte der Insel über die gesamte Inselbreite östlich vom vorgelagerten Kniepsand, einer der Nordfriesischen Außensände (Hochsand). Nebel ist, wie die weiteren Inselgemeinden, naturräumlich der Haupteinheit Nordfriesische Geestinseln (Nr. 680) zugeordnet.

### Ortsteile
Die Gemeinde Nebel besteht aus mehreren Siedlungskernen. Neben dem für die Gemeinde namenstiftenden Seebad liegen auch das Dorf Süddorf, sowie die Häusergruppen Gewerbegebiet, Großdün, Steenodde, Westerheide Nebel sowie Westerheide Süddorf, außerdem die Krankenhaussiedlung Satteldüne, als weitere Ortsteile im Gemeindegebiet.

#### Nebel (Seebad)

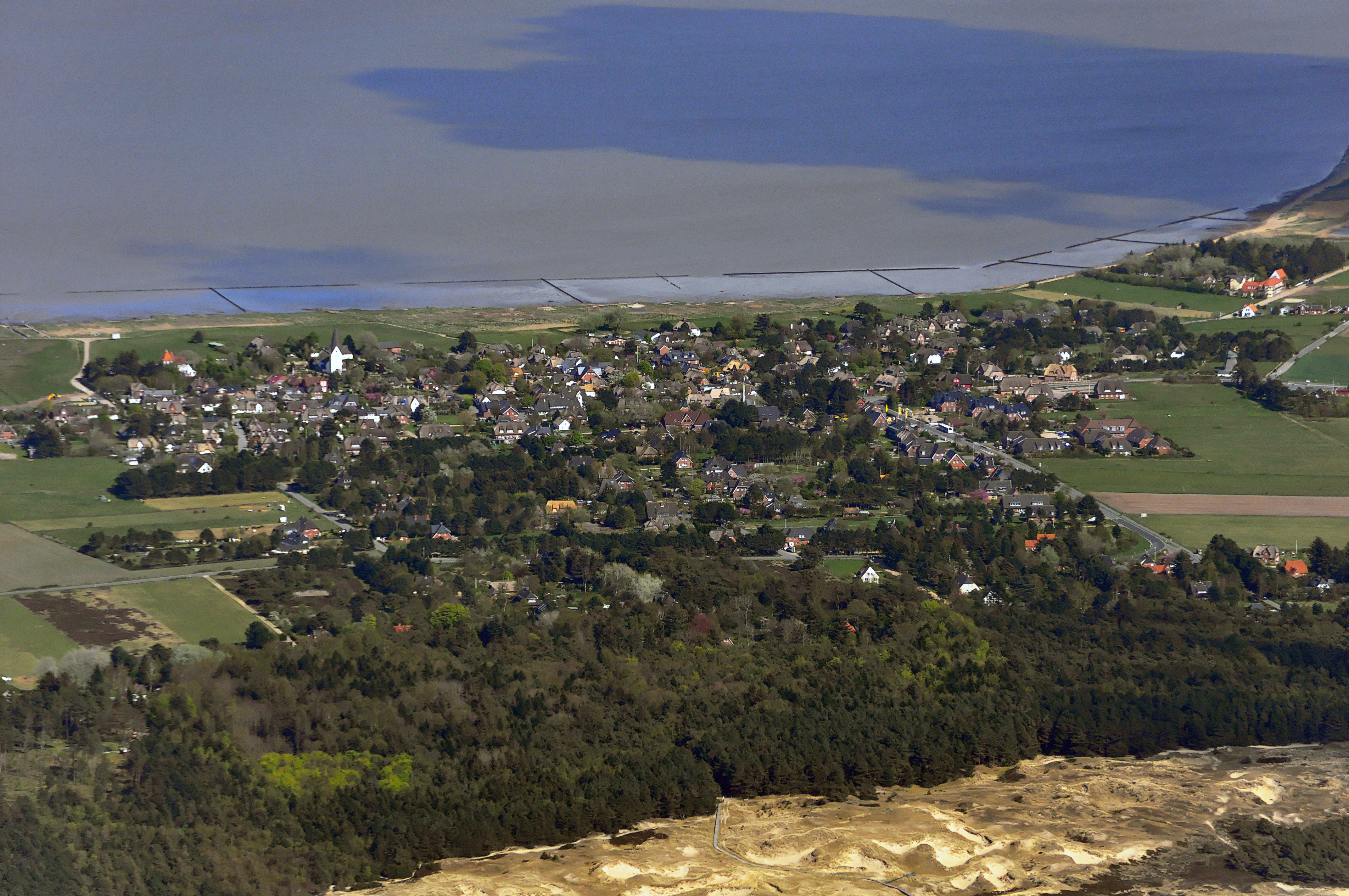
Luftaufnahme von Nebel (von Westnordwest)

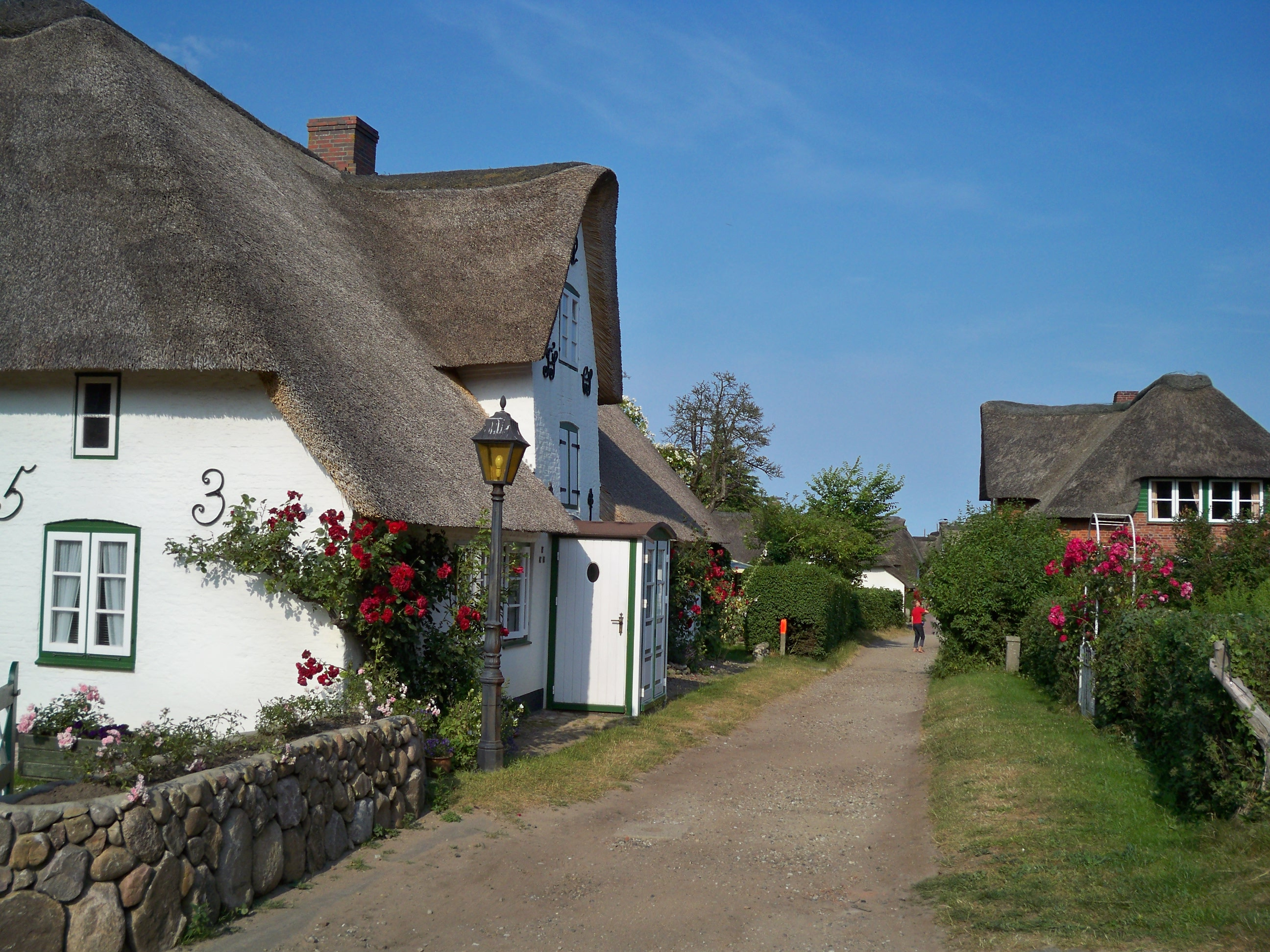
Dorfstraße mit uthlandfriesischen Häusern

Das namengebende Seebad liegt recht zentral im Gemeindegebiet, etwa zwei Kilometer nördlich von Süddorf und nordwestlich von Steenodde. Südlich von Süddorf liegt der Wohnplatz Großdün. Der westliche Teil des Dorfes Nebel wird Westerheide genannt.

#### Steenodde
Steenodde liegt direkt am Wattenmeer. Sehenswert sind die Hünen- und Hügelgräber, die hier sehr zahlreich vorkommen; auch der Steenodder Dolmen gehört zu den Sehenswürdigkeiten. Steenodde hat eine eigene befahrbare Mole. Früher war Steenodde Fährhafen für die Fährlinie Amrum–Halligen–Schlüttsiel (Festland). Heute befindet sich dort ein Hafen für kleine Frachtschiffe und Sportboote bis 12 Metern Länge. Das älteste noch erhaltene Amrumer Haus, die frühere Gastwirtschaft Lustiger Seehund, befindet sich in Steenodde. Das Gebäude wurde 1721 errichtet.

#### Süddorf

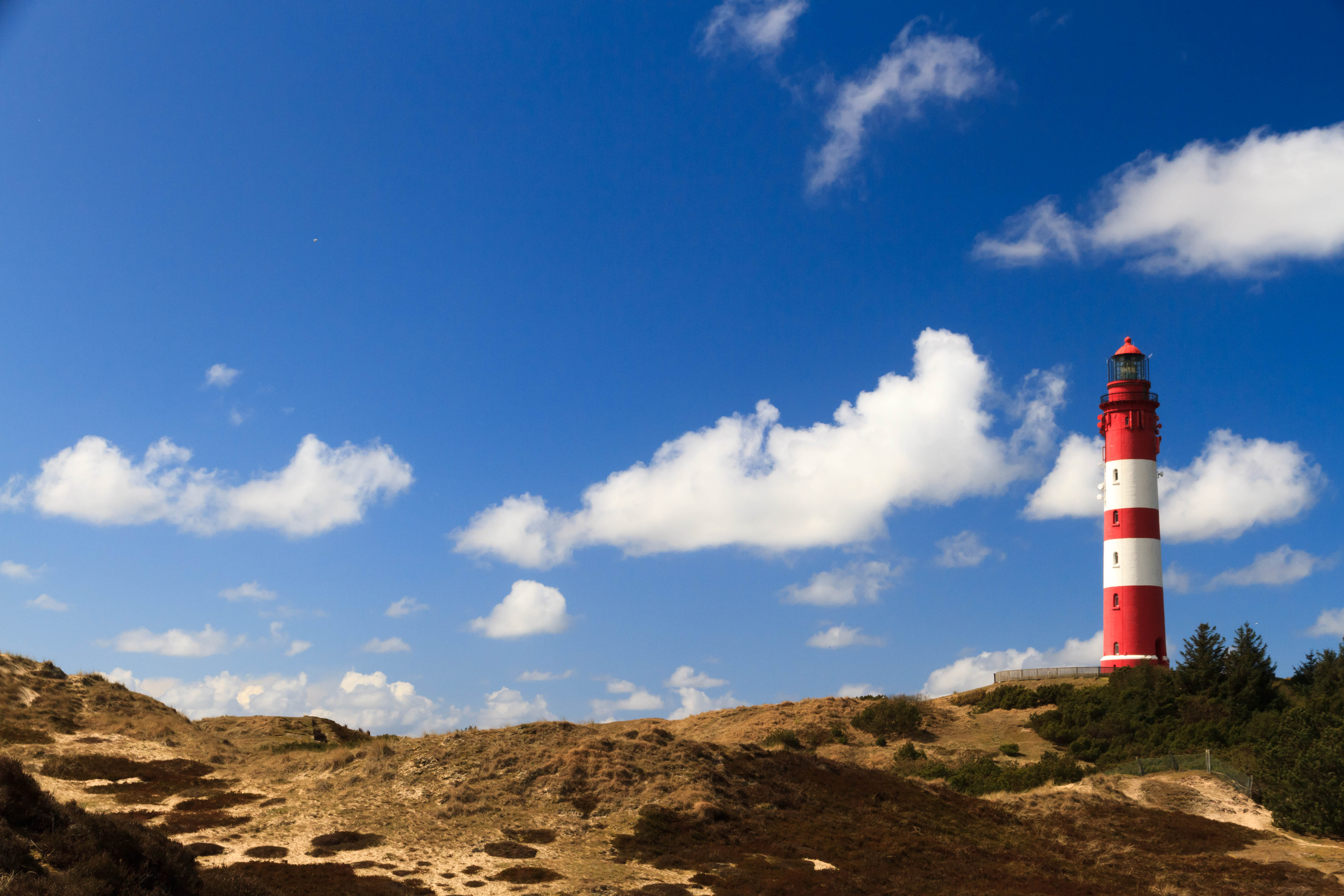
Der Amrumer Leuchtturm

Süddorf wurde erstmals 1464 urkundlich erwähnt und gilt damit zusammen mit Norddorf als ältestes Inseldorf. Berühmtheit erlangte im 18. Jahrhundert der Seefahrer Hark Olufs, der in Süddorf geboren wurde und auch starb.
In Süddorf steht die zweite, kleinere Windmühle Amrums, die heute als Wohnhaus genutzt wird. Sie wurde ursprünglich 1775 erbaut. Im Jahr 1882 kaufte der Amrumer Kapitän Volkert Quedens die Mühle und ließ sie in Süddorf für den Müller Heinrich Andresen wiedererrichten. 1893 wurde sie zu einer Holländerwindmühle mit Segelgatterflügeln umgebaut und war so bis 1939 in Betrieb.
Von Süddorf Richtung Osten erstreckt sich das besterhaltene Stück des Krümwals, eines insgesamt rund 1800 Meter langen Erdwalls. Sein Zweck und seine Entstehungszeit sind unbekannt.
Am Nordostrand des Ortsteils befindet sich die 1968 gegründete Amrumer Schule. Sie heißt Öömrang skuul (öömrang; deutsch: „Amrumer Schule“) und ist eine Grund- und Regionalschule mit Förderzentrumsanteil.
Südlich von Süddorf, noch im Gebiet der Gemeinde Nebel, befindet sich der am 1. Januar 1875 in Betrieb genommene Amrumer Leuchtturm, der nach dem Leuchtturm Helgoland die zweithöchste Feuerhöhe aller Leuchtfeuer an der deutschen Nordseeküste hat. Er steht auf einer 27 m hohen Düne. Die Feuerhöhe beträgt 63 m ü. NN. Der Leuchtturm ist aufgrund seiner Größe und des charakteristischen rot-weißen Anstrichs das markanteste Gebäude der Insel Amrum.

### Nachbargemeinden
Als mittlere der drei Inselgemeinden grenzt Nebel im Süden an die Gemeinde Wittdün und im Norden an Norddorf.

## Geschichte

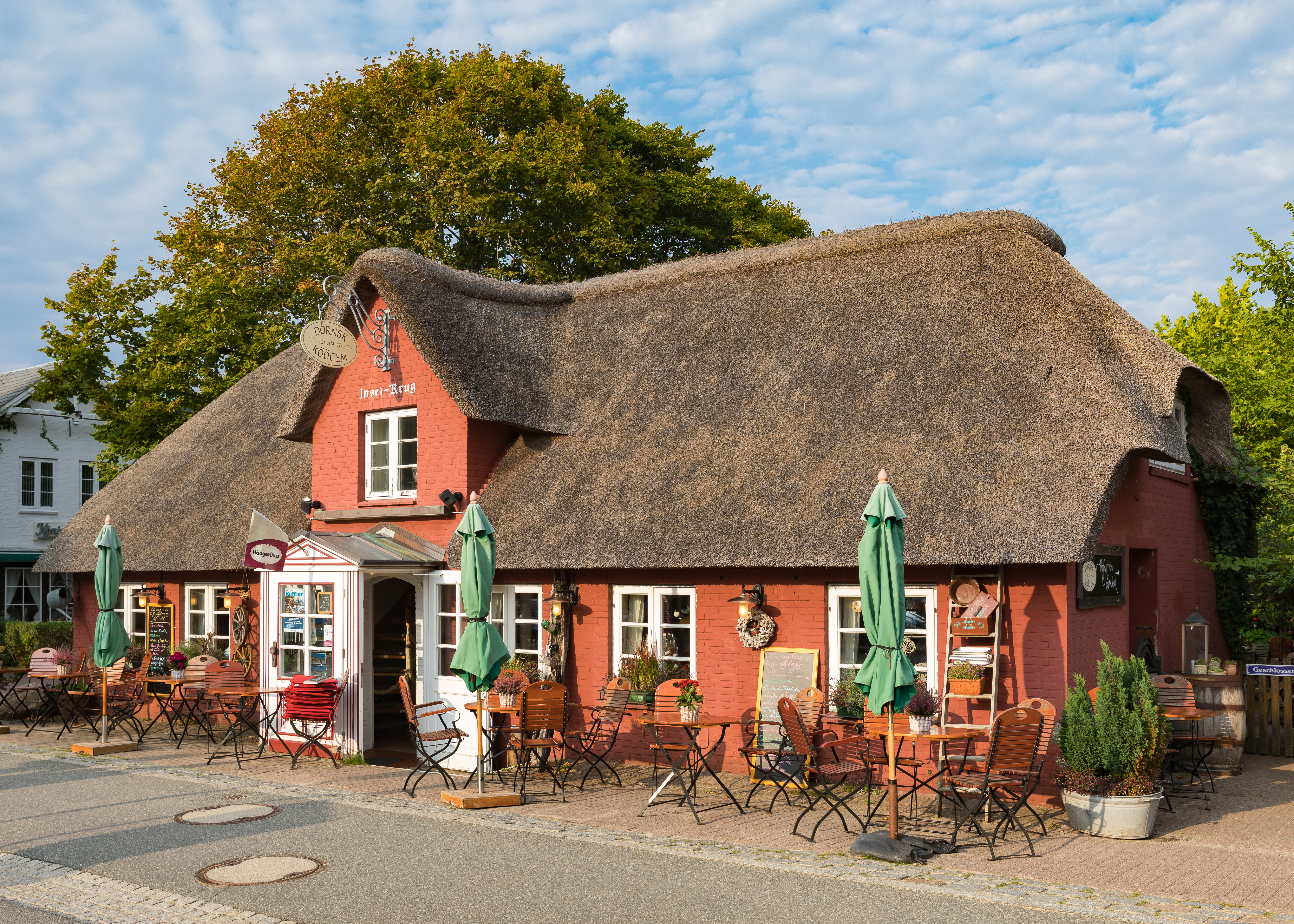
Dörnsk an Köögem, eines von zahlreichen historischen Reetdachhäusern in Nebel

Nebel wurde in den ersten Jahrzehnten des 16. Jahrhunderts als drittes Inseldorf nach Norddorf und Süddorf gegründet. Der Ortsname leitet sich vermutlich von den Worten nei und bel ab, wobei ersteres „neu“ bedeutet und letzteres auf dem altdänischen Begriff boli (Siedlung) beruht (vergleiche Niebüll, Nieblum). Die ersten Häuser dieser neuen Siedlung gruppierten sich um die zuvor für zwei Jahrhunderte zwischen Norddorf und Süddorf auf freiem Feld stehende St. Clemens-Kirche.
Bis zum Deutsch-Dänischen Krieg 1864 bildeten Amrum und Westerland Föhr eine gemeinsame Harde (Westerharde bzw. dän. Vesterherred), die administrativ nicht dem (dänischen) Herzogtum Schleswig, sondern unmittelbar dem Königreich Dänemark zugeordnet war. Nebel selbst war Hauptort des die ganze Insel umfassenden Amrumer Kirchspiels (dän. sogn). Nach der Annexion der Herzogtümer Schleswig und Holstein durch Preußen 1867 gab es ab dem 27. Juni 1871 nur eine einzige, die ganze Insel umfassende Gemeinde namens Amrum. 1912 wurde aus dem südlichen Teil der Insel die Gemeinde Wittdün, 1925 aus dem nördlichen Teil die Gemeinde Norddorf gebildet. Die Restgemeinde benannte sich am 23. Februar 1926 in Nebel um.
Während in Wittdün und Norddorf ab 1890 zahlreiche Hotels entstanden, gab es in Nebel anfangs nur wenig Tourismus. 1890 wurde das Kurhaus Satteldüne zwischen Nebel und Süddorf gebaut, das seit 1923 als Kinderheilstätte bzw. Kinderfachklinik fungiert. 1905 wurde nahe der Kirche ein Sanatorium errichtet, die heutige Kurverwaltung. Erst 1938 erhielt die Gemeinde eine Konzession zur Strandbenutzung.
Bis 1939 gab es in Nebel einen Kopfbahnhof der Amrumer Inselbahn.
Nach dem Zweiten Weltkrieg wurden im Heidegebiet westlich Nebels große Gebiete zu billigem Bauland. Dort entstand das Wohngebiet Westerheide.
Bis Ende 2006 war Nebel Verwaltungssitz des Amtes Amrum.
2023 gründete sich eine Bürgerinitiative gegen den geplanten Abriss und Neubau des Haus des Gastes (das die Kurverwaltung beherbergt).

## Politik

### Gemeindevertretung
Bei der Kommunalwahl am 14. Mai 2023 wurden insgesamt 11 Sitze vergeben. Von diesen erhielten der NBB 5 Sitze und die CDU und die SPD je drei Sitze.

## Sehenswürdigkeiten im Ort Nebel

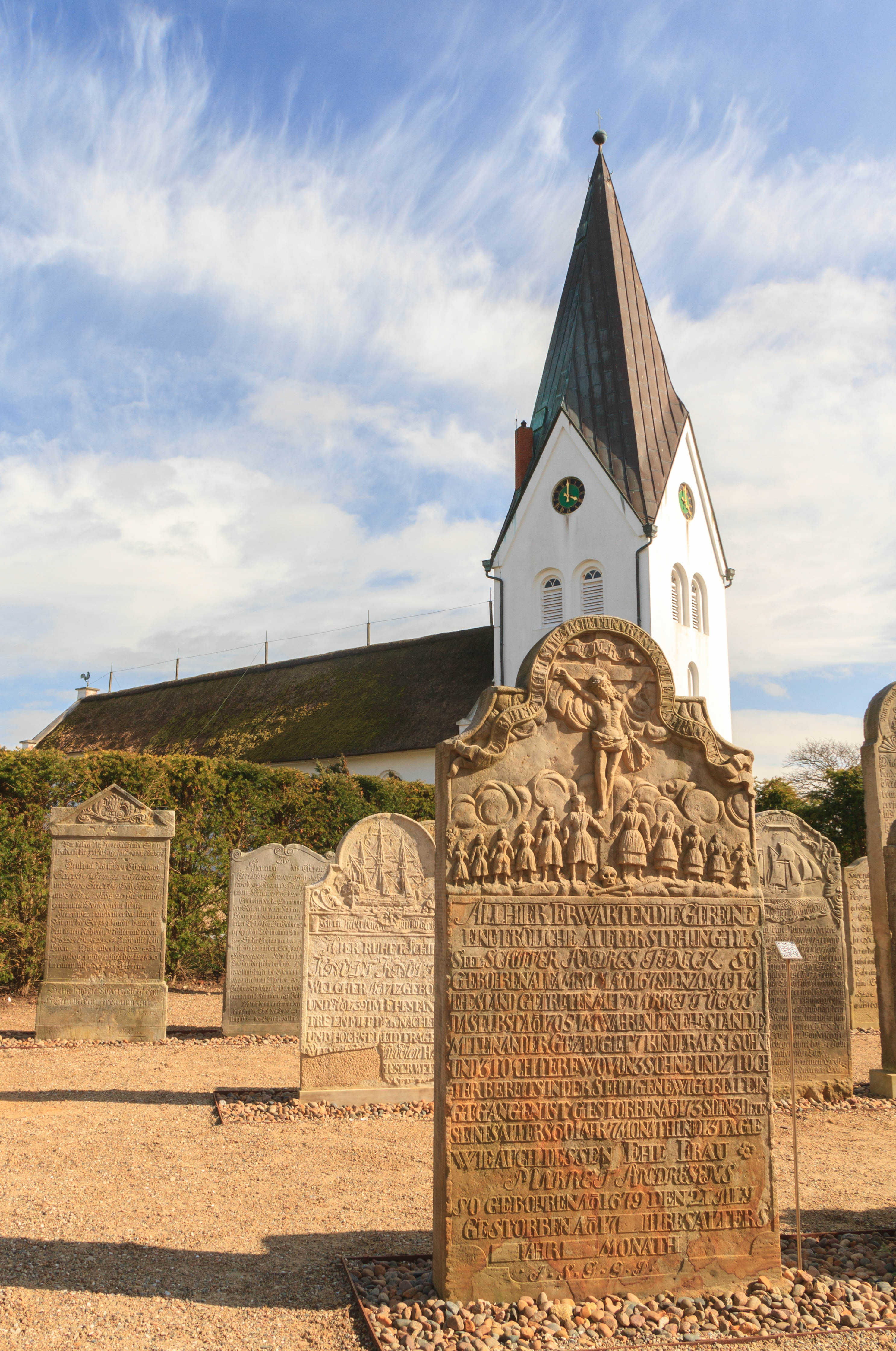
St.-Clemens-Kirche in Nebel

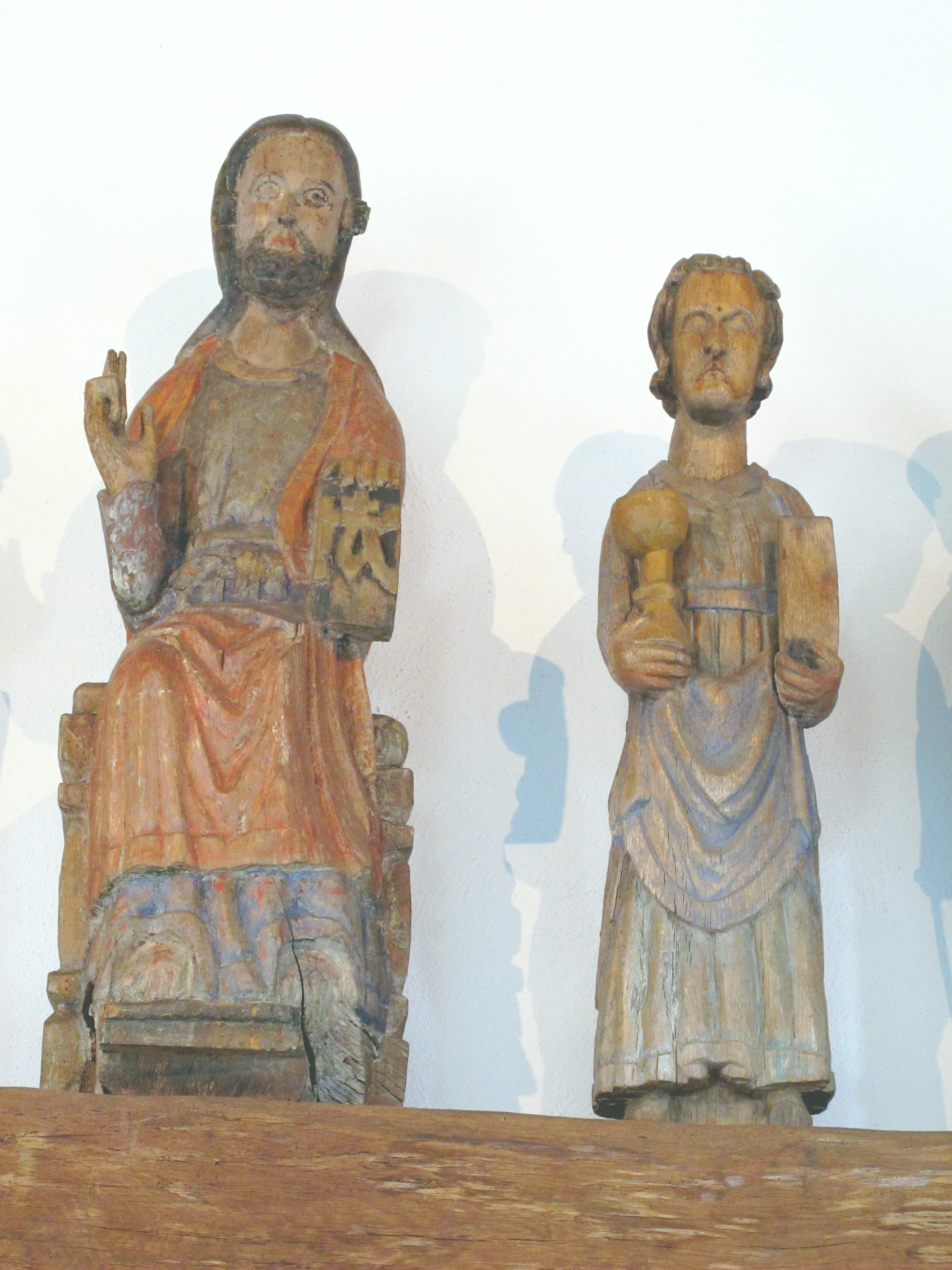
St.-Clemens-Kirche in Nebel, Detailansicht der Apostelgruppe

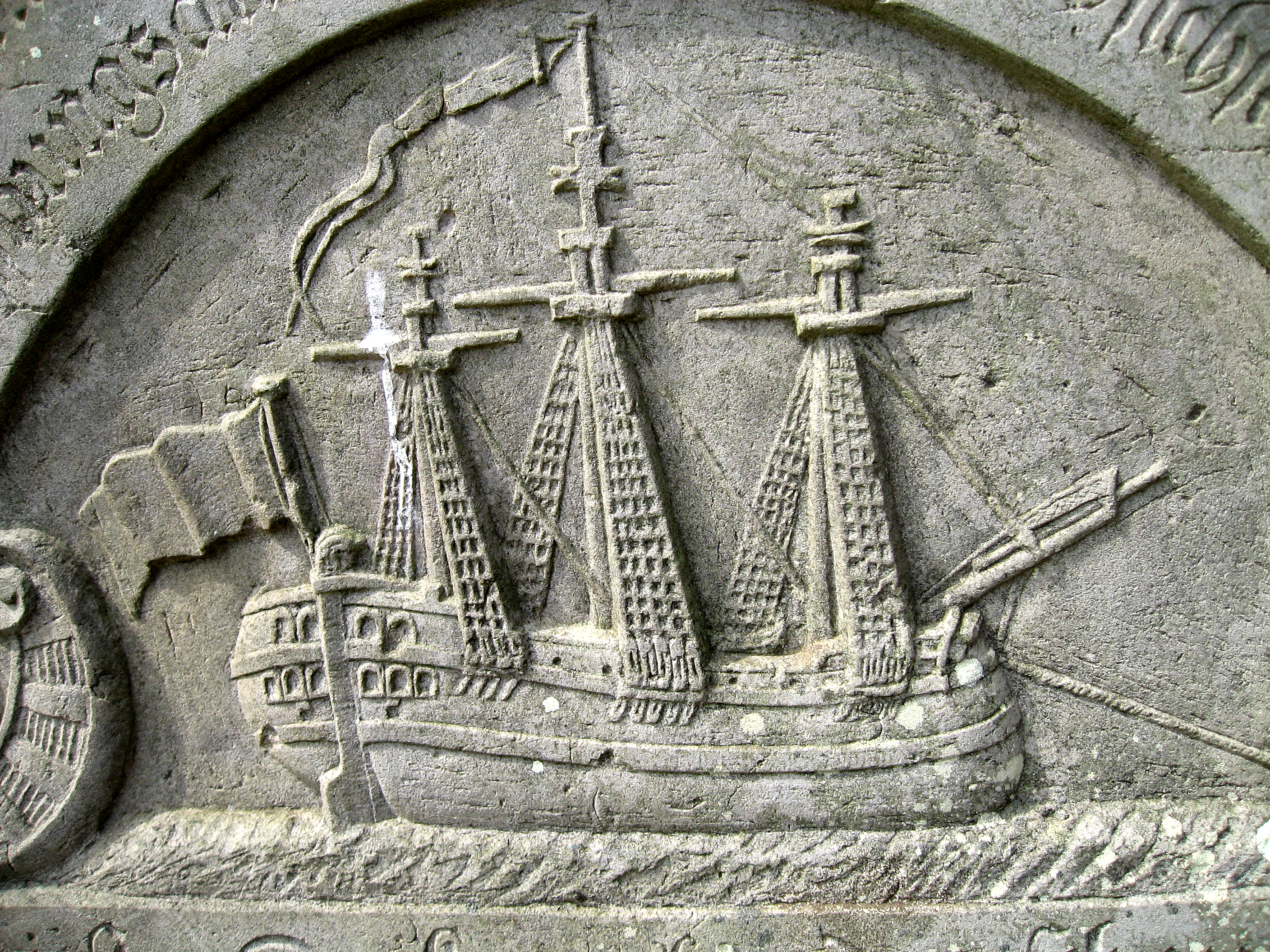
Detail des Grabsteins eines Seemanns, Friedhof Nebel

### St. Clemens-Kirche
Am östlichen Rand des Ortskerns steht die 1236 erbaute St. Clemens-Kirche, 1240 erstmals urkundlich erwähnt. Der romanische, einschiffige Bau mit Reetdach wurde seinerzeit aufgrund von Uneinigkeit über den Standort zwischen den Inseldörfern Norddorf und Süddorf errichtet und gab Anlass zur späteren Gründung des Ortes Nebel. Die Kirche wurde ohne Turm erbaut; der 36 Meter hohe, kupfergedeckte Kirchturm wurde erst im Jahr 1908 hinzugefügt.
Die Kirche beherbergt eine Reihe von Kunstschätzen. Dazu gehört eine hölzerne, frühgotische Apostelgruppe (Das himmlische Abendmahl), die angeblich in einer Sturmflut auf Amrum angeschwemmt wurde. Die Figuren zeichnen sich durch strenge Frontalität, relativ große Köpfe und einfache Faltengebung aus. Die ausdrucksstarken Gesichter spiegeln Innigkeit und tiefen Ernst wider. Der kelchförmige Taufstein stammt aus romanischer Zeit. Er wird etwa auf das gleiche Alter wie die Kirche geschätzt. Seine Kuppa und Wandung bestehen aus rötlich glitzerndem Granit, der Wulstring und Fuß sind aus gelblichem Muschelkalk gefertigt. Er steht in der Nordostecke des Kirchenschiffs, von Sitzbänken so umstellt, dass eine separate Taufecke entstand. Das schmale Kirchenschiff, an der Längsseite und über dem Eingang in geringer Höhe von einer hölzernen Empore durchzogen, vermittelt den räumlichen Eindruck eines Schiffskörpers. Sehenswert ist auch der Friedhof vor der Kirche mit Grabsteinen aus der Zeit von 1670 bis 1830. Neben Schiffsdarstellungen und aufwändiger Ornamentik zeigen diese in Stein gemeißelte kurze Texte über das Leben der Verstorbenen.
Die St.-Clemens-Kirchengemeinde ist im Besitz eines Exemplars des Missale Slesvicense, eines 1486 von Steffen Arndes gedruckten Messbuchs, das in nur vier Exemplaren erhalten ist und als ältestes in Schleswig-Holstein bzw. zweitältestes in Dänemark gedrucktes Buch gilt. Das Buch befindet sich im Landeskirchlichen Archiv in Kiel und wird gelegentlich in der Kirche ausgestellt.

### Windmühle

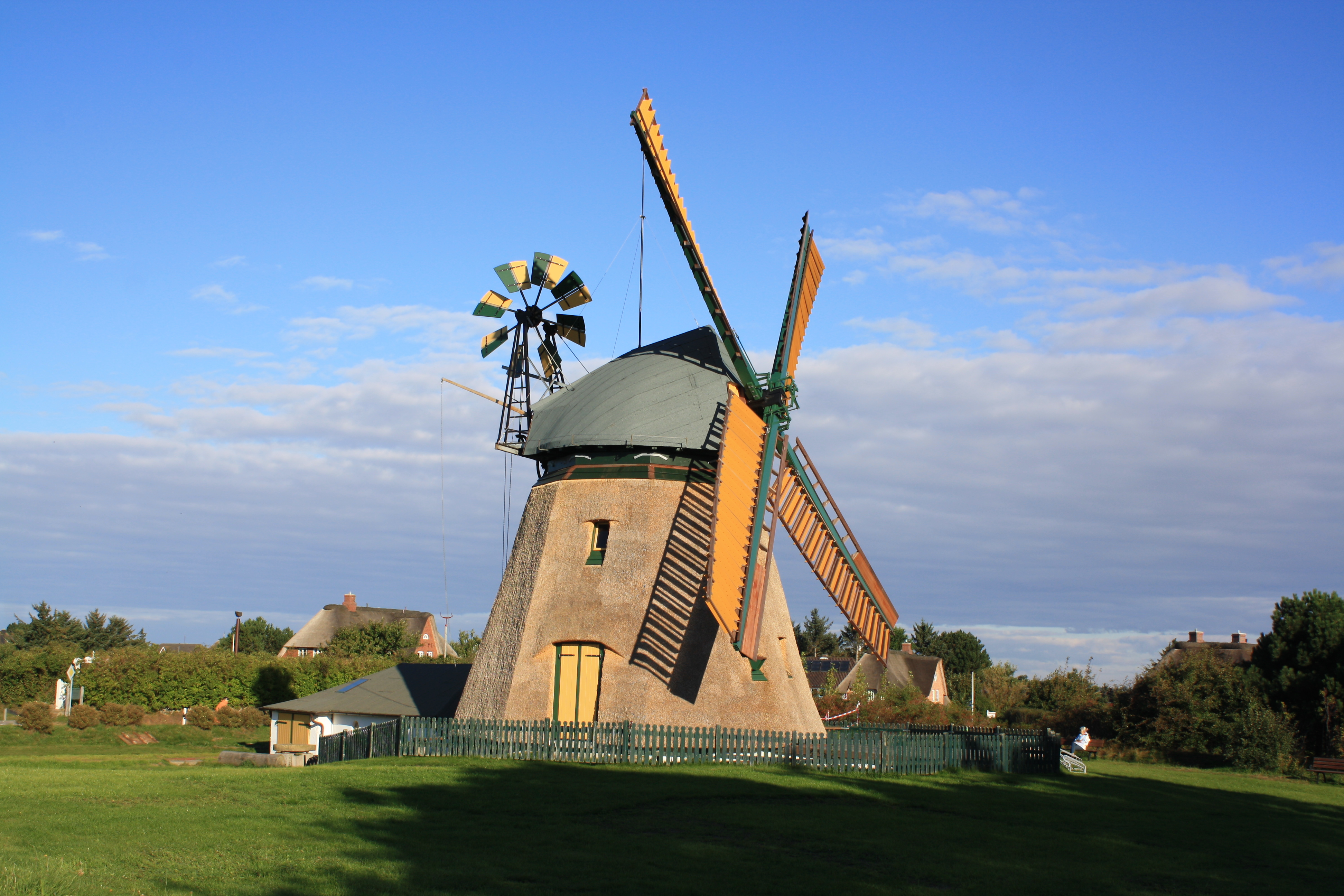
Die Windmühle in Nebel

Die Amrumer Windmühle wurde 1771 vom Müller Erk Knudten in Nebel erbaut und beherbergt heute ein Heimatmuseum und im Sommer Ausstellungen diverser Künstler. Die Mühle ist ein Erdholländer mit Graupengang, Jalousieklappenflügeln und Windrose, der noch bis 1962 in Betrieb war. Der damalige Pastor Erich Pörksen initiierte 1964 die Gründung des Verein zur Erhaltung der Amrumer Windmühle. Die Mühle ist heute noch betriebsfähig und kann besichtigt werden.
Mit der Nebeler Windmühle ist ein Amrum-spezifisches christliches Ritual verbunden: Die vier Flügel der Mühle stehen in Ruhestellung üblicherweise diagonal ausgerichtet „in der Schere“. Bei einem Todesfall auf der Insel werden die Mühlenflügel bis zur Stunde nach der Beerdigung des Toten in horizontal-vertikale Stellung gebracht, um weithin sichtbar auf den Todesfall hinzuweisen – die Mühle steht dann „im Kreuz“.

### Heimatlosenfriedhof

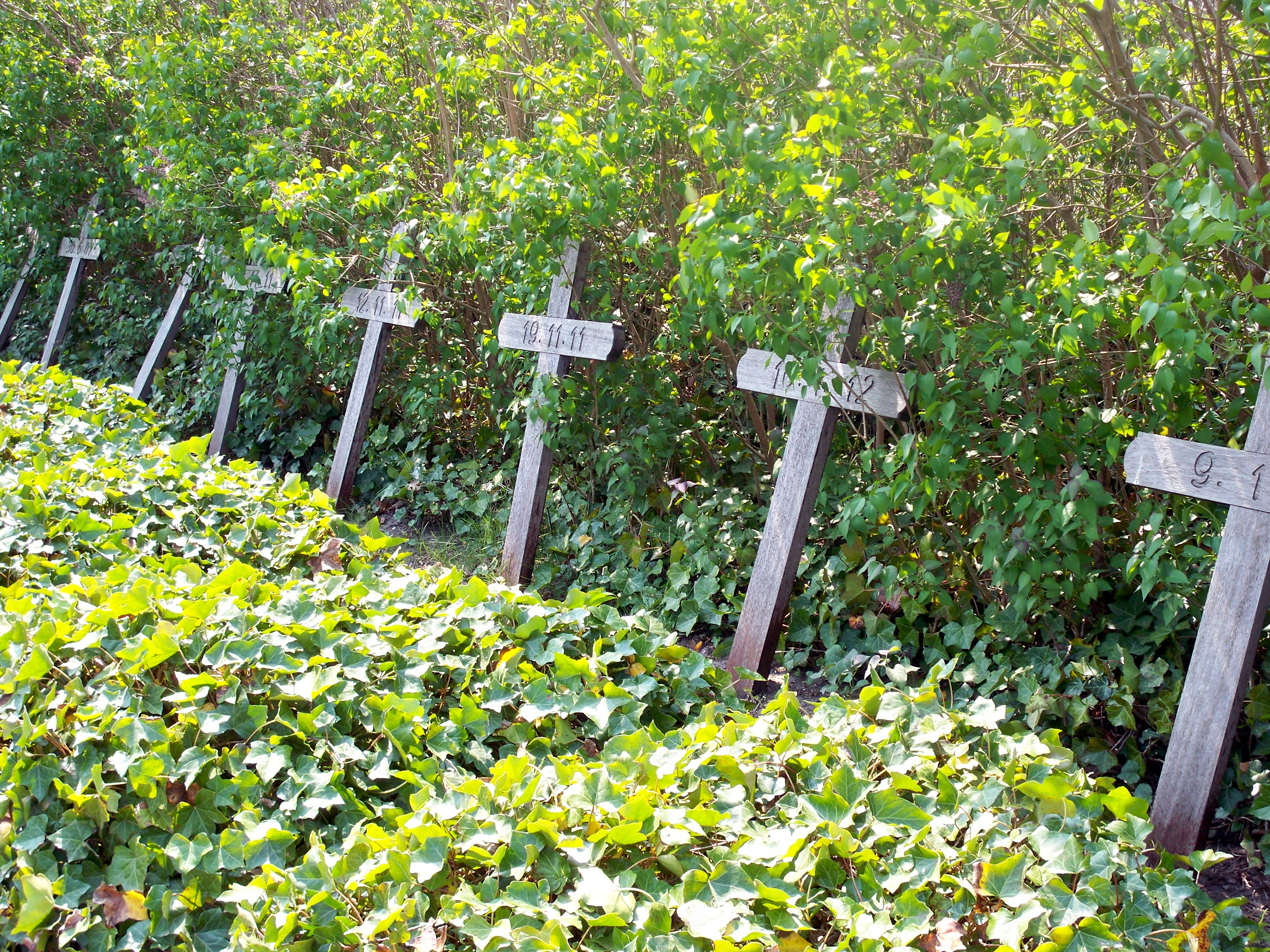
Friedhof der Heimatlosen in Nebel auf Amrum

Gegenüber der Windmühle befindet sich der Amrumer Friedhof der Heimatlosen, auf dem nicht identifizierbare Wasserleichen bestattet wurden. Laut Kirchenchronik wurde dieser 1905 angelegt. Ein Amrumer Kapitän trat freiwillig von seinem Landbesitz die Friedhofsfläche ab. Die meisten Gräber stammen vom Beginn des 20. Jahrhunderts, das letzte aus dem Jahr 1969. Seitdem konnten alle vor Amrum gefundenen Ertrunkenen aufgrund besserer Techniken identifiziert werden. Jedes Grab ist mit einem schlichten Holzkreuz mit eingeschnitztem Funddatum versehen. Der hölzerne Torbogen des Eingangsportals zum Friedhof trägt die Inschrift „Es ist noch eine Ruhe vorhanden“. Gleich hinter dem Eingang steht ein Feldstein aus der alten Westmauer der Kirche St. Clemens, mit den eingravierten Worten „Freuet euch, dass eure Namen im Himmel geschrieben sind“.

### Öömrang Hüs

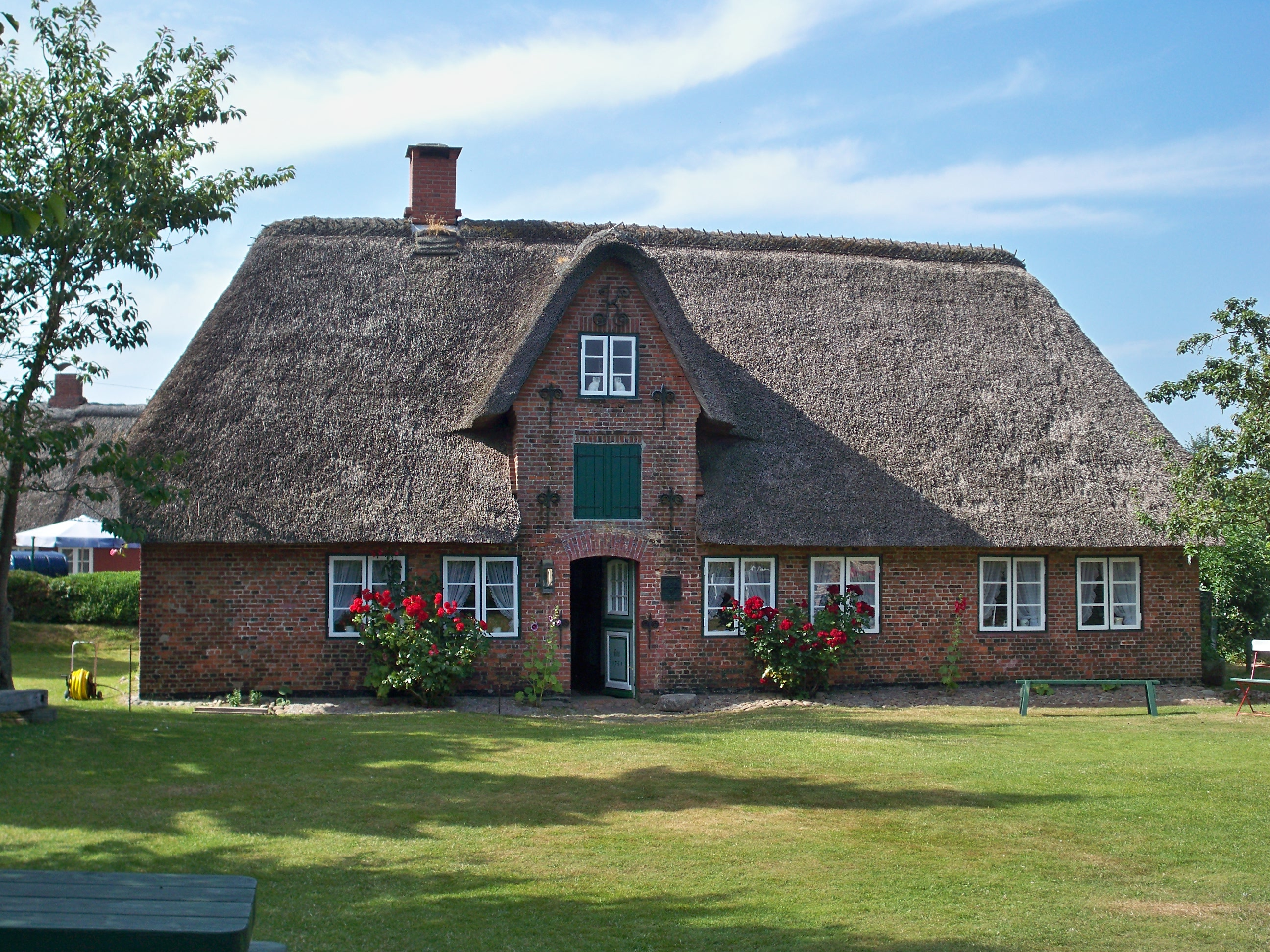
Öömrang Hüs

Das Öömrang Hüs in Nebel, Waaswai 1, ist ein weitgehend im Originalzustand belassenes, etwa 1751 gebautes uthlandfriesisches Haus, das dem Öömrang Ferian gehört. Der ursprüngliche Besitzer war ein Kapitän, der sein Schiff in der Wohnstube („de Dörnsk“) auf einer Fliesenwand abbilden ließ. Das Haus kann besichtigt werden. In Küche, Wohnstube und weiteren Räumen wird die Wohnkultur vergangener Tage gezeigt. In einem Anbau finden wechselnde Ausstellungen statt, und in der Wohnstube des Öömrang Hüs werden standesamtliche Trauungen vollzogen.

### Weitere Sehenswürdigkeiten

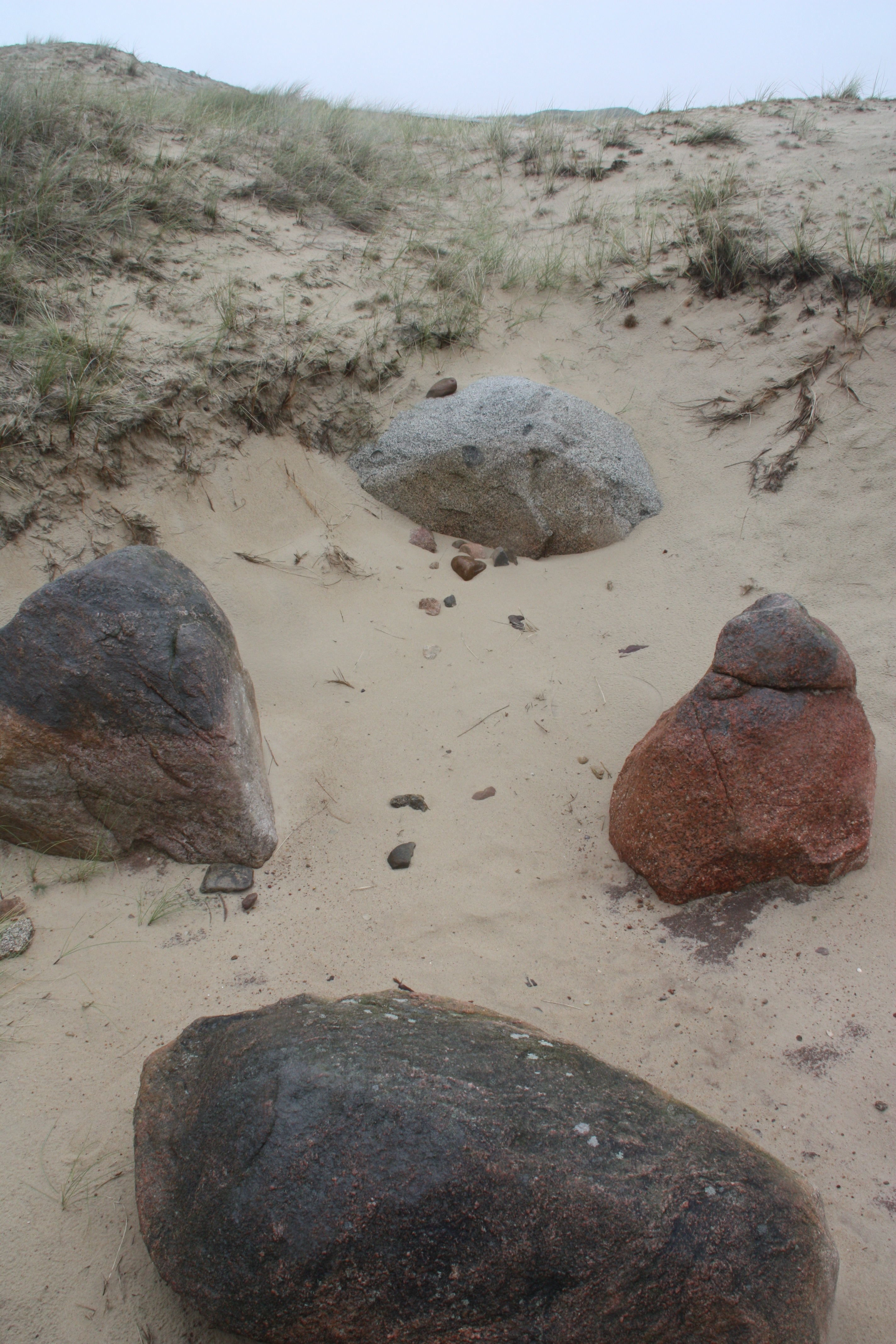
Hünenbett von Nebel

Der Ortskern von Nebel ist durch zahlreiche reetgedeckte Häuser aus dem 18. und 19. Jahrhundert sowie unasphaltierte Dorfgassen geprägt. Am Ostrand des Naturschutzgebietes Amrumer Dünen befindet sich die Vogelkoje Meeram bzw. Meerum mit ihren historischen Fanganlagen, die seit 2011 ein „Naturerlebniszentrum“ ist. Etwa 500 Meter nordwestlich davon befindet sich das Hünenbett von Nebel. Ebenfalls in der Nähe wurde 2014 in einem vorgeschichtlichen Siedlungsgebiet ein Nachbau eines eisenzeitlichen Hauses errichtet. Der 1981 errichtete Leuchtturm Nebel ist eine moderne, aus Aluminium bestehende, 9,6 m hohe Konstruktion. Durch die Lage hat das Leitfeuer für die Norderaue eine Feuerhöhe von 16 m über MThw (mittleres Tidehochwasser) und eine Tragweite von 15,6 bis 19,5 sm.

## Wirtschaft und Infrastruktur

### Unternehmen
Die Fachklinik „Satteldüne“ der DRV Nord für Kinder und Jugendliche ist größter Arbeitgeber Amrums. Sie liegt im Süden von Westerheide, ist auf Atemwegserkrankungen spezialisiert und unterhält eine eigene Schule.

### Wirtschaftsstruktur
Wichtigster Wirtschaftsfaktor ist der Tourismus. 2012 wurden in der Gemeinde Nebel 41.561 Übernachtungsgäste mit 447.808 Übernachtungen gezählt. Diese Zahl schließt Patienten und Begleitpersonen der Klinik „Satteldüne“ nicht mit ein.

### Verkehr
Durch das Gemeindegebiet von Nebel führt die Hauptstraße Amrums, die Landesstraße L 215. Über sie ist die Gemeinde mit den beiden anderen Inselgemeinden direkt verbunden. Die Straße führt direkt durch die Ortsteile Nebel und Süddorf. In Süddorf zweigt nach Osten zudem die Landesstraße 282 nach Steenodde ab.
Die Gemeinde Nebel ist mit vier Haltestellen an die allein entlang der Hauptstraße verkehrende Buslinie angeschlossen. Ein Hafen mit Mole und einigen Liegeplätzen für kleinere Schiffe befindet sich in Steenodde.

## Persönlichkeiten

### Söhne und Töchter der Gemeinde
- Hark Olufs (1708–1754), Seefahrer aus Süddorf
- Lorenz Friedrich Mechlenburg (1799–1875), Pastor, Dichter und Sprachforscher
- Carl Victor Jessen (1864–1936), Windjammer-Kapitän der Reederei F. Laeisz und Strandvogt
- Wilhelm Tönissen (1881–1929), Windjammer-Kapitän der Reederei G. J. H. Siemers & Co
- Carsten Pörksen (* 1944), Politiker (SPD), MdL Rheinland-Pfalz

### Weitere Persönlichkeiten
- Anna Susanne Jahn (* 1961), die deutsche Malerin arbeitet und lebt seit 2006 in Nebel.
- Elfriede Rückert (1918–2016), die deutsch-österreichische Schauspielerin lebte die letzten Jahre vor ihrem Tod in Nebel
- Magnus Weidemann (1880–1967) war von 1908 bis 1909 Pfarrer in Nebel. Er entwarf den Kirchturm der St.-Clemens-Kirche.

## Sonstiges
Nebel ist die Gemeinde mit dem höchsten Anteil an Zweitwohnsitzen in Schleswig-Holstein. 1991 betrug der Anteil fast 50 Prozent.